# Jens Boenigk
Jens Boenigk (* 1970 in Duisburg) ist ein deutscher Biologe und Hochschullehrer. Er ist Professor für Biodiversität an der Universität Duisburg-Essen.
Boenigk beschäftigt sich vor allem mit ökologischen Aspekten der Phykologie und Biodiversitätsforschung. Sein Forschungsschwerpunkt liegt dabei auf der Untersuchung eukaryotischer Algen.

## Leben
Boenigk studierte Biologie und Geologie/Paläontologie an der Universität Köln, wo er im Jahr 2000 auch promovierte. In seiner Dissertation thematisierte er das Ernährungsverhalten von Flagellaten. Später war er unter anderem kurzzeitig am Naturhistorischen Museum in London tätig. Im Jahr 2005 schloss er seine Habilitation ab und lehrte an der Universität Innsbruck. Seit 2011 ist er Professor an der Universität Duisburg-Essen und dort Leiter der Abteilung für Biodiversität.

## Publikationen
- Jens Boenigk & Hartmut Arndt: Bacterivory by heterotrophic flagellates: community structure and feeding strategies In: Antonie van Leeuwenhoek Band 81, S. 465–480 (2002) doi:10.1023/A:1020509305868
- RALPH MEDINGER, VIOLA NOLTE, RAM VINAY PANDEY, STEFFEN JOST, BIRGIT OTTENWÄLDER, CHRISTIAN SCHLÖTTERER, JENS BOENIGK: Diversity in a hidden world: potential and limitation of next-generation sequencing for surveys of molecular diversity of eukaryotic microorganisms In: Molecular Ecology (2010), Band 19(Suppl. 1), S. 32–40 doi:10.1111/j.1365-294X.2009.04478.x
- Jens Boenigk: Lebensgrundlage Energie. Ökologie und Physiologie des mikrobiellen Energiestoffwechsels Springer Berlin, Heidelberg 2023, ISBN 978-3-662-67103-0 doi:10.1007/978-3-662-67104-7
- Martin W. Hahn, Heinrich Lünsdorf, Qinglong Wu, Michael Schauer, Manfred G. Höfle, Jens Boenigk, Peter Stadler: Isolation of Novel Ultramicrobacteria Classified as Actinobacteria from Five Freshwater Habitats in Europe and Asia In: MICROBIAL ECOLOGY (2003) Band 69, Ausgabe 3 doi:10.1128/AEM.69.3.1442-1451.2003
- Boenigk, Biologie: Der Begleiter in und durch das Studium. Springer Berlin Heidelberg, Berlin, Heidelberg 2021, ISBN 978-3-662-61269-9, doi:10.1007/978-3-662-61270-5 (springer.com [abgerufen am 27. Oktober 2023]).
- Jens Boenigk, Sabina Wodniok, Edvard Glücksman: Biodiversity and Earth History. Springer Berlin Heidelberg, Berlin, Heidelberg 2015, ISBN 978-3-662-46393-2, doi:10.1007/978-3-662-46394-9 (springer.com [abgerufen am 27. Oktober 2023]). (auch in Deutsch: Biodiversität und Erdgeschichte)
- Jens Boenigk, Steffen Jost, Thorsten Stoeck, Tobias Garstecki: Differential thermal adaptation of clonal strains of a protist morphospecies originating from different climatic zones. In: Applied Microbiology International (AMI): Environmental Microbiology, Band 9, Nr. 3, März 2007, S. 593–602; doi:10.1111/j.1462-2920.2006.01175.x